# VIVA Comet 2004
Der 10. VIVA Comet wurde am 24. September 2004 in der Lanxess Arena in Köln vergeben. Die Show wurde von Ralf Bauer und Wolke Hegenbarth moderiert.
Der VIVA Comet 2004 wurde, wie bereits im Jahr zuvor, am Samstagnachmittag bei RTL ausgestrahlt. Die Show erreichte einen Marktanteil von 13,0 Prozent in der werberelevanten Zielgruppe.

## Filmsong
- Stefan Raab – Space Taxi

## Newcomer national
- Eko Fresh
- Max Mutzke
- Overground
- Silbermond
- Sido

## Hip Hop Act international
- Beyoncé
- D12
- OutKast
- The Black Eyed Peas
- Usher

## Act international
- Anastacia
- Avril Lavigne
- Britney Spears
- Pink
- Robbie Williams

## Act national
- Die Fantastischen Vier
- Rammstein
- Rosenstolz
- Söhne Mannheims
- Wir sind Helden

## Künstler national
- Alexander Klaws
- Jeanette
- Sarah Connor
- Sasha
- Yvonne Catterfeld

## Video national
- Beatsteaks – Hand in Hand
- Die Ärzte – Unrockbar
- Die Fantastischen Vier – Troy
- Oomph! – Augen auf!
- Sportfreunde Stiller – Ich, Roque!

## Video international
- Britney Spears – Toxic
- Nelly Furtado – Try
- OutKast – Hey Ya!
- R.E.M. – Bad Day
- The White Stripes – The Hardest Button to Button